# 宮澤佑
宮澤 佑（みやざわ ゆう、1995年4月3日 - ）は、日本の俳優、モデル。静岡県出身。G-STAR.PRO所属。
血液型はO型。

## 略歴
2015年9月12日、大学在学中に映画『ガールズ・ステップ』で映画初出演し、俳優デビュー。
2017年4月期フジテレビ系木曜劇場『人は見た目が100パーセント』でテレビドラマ初出演。
2024年6月16日、スーパー戦隊シリーズ『爆上戦隊ブンブンジャー』第16話から焔先斗 / ブンバイオレット役で出演。

## 人物
趣味はフットサル。特技はサッカー（高校サッカー全国大会出場）・陸上競技（中・長距離）。

## 出演

### 映画
- ガールズ・ステップ（2015年9月12日、東映）
- 平成最後映画「ワールズエンドファンクラブ」（2019年）
- オムニバス映画「青春カレイドスコープ」の一遍「明日きっともっと」（2019年）
- 逆位置のバラッド（2020年3月6日、源田企画株式会社）
- のぼる小寺さん（2020年7月3日、ビターズ・エンド）
- スーパー戦闘 純烈ジャー（2021年9月10日、東映ビデオ） - 竹中 役[4][5]
- 永遠の1分。（2022年3月4日、イオンエンターテイメント） - 制作会社スタッフ 役
- キングダム2 遥かなる大地へ（2022年7月15日、東宝ソニー・ピクチャーズエンタテインメント）
- 有り、触れた、未来（2023年3月10日、Atemo） - 吉田悠二 役[6]
- 東京リベンジャーズ2 血のハロウィン編 -運命-（2023年4月21日、ワーナー・ブラザース映画）
- 春に散る（2023年8月25日、ギャガ） - シンジ 役
- OUT（2023年11月17日、KADOKAWA） - 下原一雅 役[7][8]
- 水平線（2024年3月1日、マジックアワー）
- 爆上戦隊ブンブンジャー 劇場BOON! プロミス・ザ・サーキット（2024年7月26日、東映） - 焔先斗 / ブンバイオレット 役[9]
- 夢に生きる（2025年3月28日、石田祐規監督）- 加藤アキラ 役（藤堂日向とW主演）[10]
- TSUSHIMA（2025年9月5日公開予定、山根高文監督）[11]
- オンデマンド（2026年公開予定） - 主演・宇佐美幹之 役[12]

### ドラマ
- 人は見た目が100パーセント（2017年4月13日 - 6月15日、フジテレビ） - 美容師  役（レギュラー）
- 鎧甲勇士猟鎧（2018年） - 恩韦 役
- のの湯（2019年4月14日 - 6月23日、BS12） - 佐吉 役
- 警視庁・捜査一課長2020 第11話（2020年7月23日、テレビ朝日） - 警察官 役
- 闇芝居(生)（2020年9月 - 11月、テレビ東京） - 「家庭教師」鵠沼 役、「妹の部屋」 三上 役
- ハンサムセンキョ（2020年10月 - 12月、tvk） - 三城友則 役
- 前略 ハルカ様（2021年3月15日、Twitter） - コウ 役
- 八月は夜のバッティングセンターで。 第4話（2021年7月29日、テレビ東京） - 茂樹 役
- 仮面ライダーシリーズ（テレビ朝日）
  - 仮面ライダーリバイス 第22話（2022年2月13日） - 平野辰則 役[13]
  - 仮面ライダーガッチャード 第32話（2024年4月21日） - アルファ 役[14]
- 刑事7人 第8シリーズ 第3話（2022年7月27日、テレビ朝日） - 磯村正彦 役[15]
- 親愛なる僕へ殺意をこめて（2022年10月5日 - 11月30日、フジテレビ） - ダム 役[16]
- 真相は耳の中 第2話（2022年10月29日、テレビ東京） - 村田凪 役
- 今際の国のアリス Season2（2022年12月22日、Netflix）
- 明日、私は誰かのカノジョ Season2 第1話（2023年5月16日、MBS） - 会員制バーの店長 役
- トリリオンゲーム 第3話（2023年7月28日、TBS） - ユウ 役
- 南足柄市オリジナルショートドラマ（2023年8月9日）
- ●●ちゃん 第5話（2023年9月25日、朝日放送テレビ） - 服部 役
- たそがれ優作 第4話（2023年10月28日、BSテレビ東京・BSテレビ東京 4K） - 新井ワタル 役[17]
- 不倫ピエロと禁断の果実。（2024年5月22日、BUMP） - 高見沢京平 役[18]
- 爆上戦隊ブンブンジャー　第16話 -最終話（2024年6月16日 - 2025年2月9日、テレビ朝日） - 焔先斗 / ブンバイオレット 役[19][3]

### 舞台
- 二人芝居【宮沢佑×本間優太×女優】（2018年） - 探偵まりお 役 / 佐藤 役
- 二人芝居【宮沢佑×本間優太×女優】vol.2（2018年） - 探偵まりお 役 / 佐藤 役
- 信長の野望・大志- 樋口（直江）兼続 役
  - 〜-冬の陣-王道執行〜騎虎の白塩編〜（2018年）[20]
  - 〜-夢幻-〜本能寺の変（2018年）
- あんさんぶるスターズ! - 蓮巳敬人 役
  - エクストラ・ステージ〜Memory Of Marionette（2018年 - 2019年）[21]
  - エクストラ・ステージ〜Destruction×Road〜（2019年）
  - エクストラ・ステージ 〜Meteor Lights〜（2021年4月10日 - 25日、天王洲 銀河劇場 / 5月13日 - 16日、品川プリンスホテル ステラボール）
- 舞台宇宙戦艦ティラミス - ダッジ・ナイトロ 役
  - 『宇宙戦艦ティラミスII』〜蟹・自分でむけますか〜（2019年12月27日 - 29日、IMPホール / 2020年1月8日 - 19日、品川プリンスホテル クラブeX）[22]
  - 『宇宙戦艦ティラミス〜銀河列車で遊郭行きてぇなぁ編〜』（2022年10月7日 - 16日、こくみん共済 coop ホール／スペース・ゼロ）[23]
- 音楽劇「黒と白 -purgatorium-」（2020年2月19日 - 23日、日本青年館ホール） - 憤怒 サタン 役[24]
- 超青春合唱コメディ「SING!」-2020-（2020年8月27日 - 30日、ヒューリックホール東京） - 大久保俊介 役
- yumekai〜夢会〜（2021年2月、LOFT9 Shibuya）
- 家庭教師ヒットマンREBORN! theSTAGE -episode of FUTURE-（前編：2021年7月16日 - 22日、天王洲 銀河劇場 / 8月6日 - 8日、サンケイホールブリーゼ）（後編：2021年7月28日 - 8月1日、天王洲 銀河劇場） - 幻騎士 役
- 舞台『ROOKIES』（2021年11月18日 - 23日、シアター1010 / 11月26日 - 28日、サンケイホールブリーゼ / 11月30日、栗東芸術文化会館さきら） - 桧山清起 役[25]
- 爆上戦隊ブンブンジャーショーシリーズ第4弾「宇宙を越える熱き絆!爆アゲ!GロッソFINAL LAP!!」（2025年2月11日 - 3月23日　シアターGロッソ） - 焔先斗 / ブンバイオレット 役
- マーダーミステリーシアター『殺意の代償』（2025年3月13日、品川プリンスホテル クラブeX）[26]
- 爆上戦隊ブンブンジャー ファイナルライブツアー2025（2025年3月30日、静岡市清水文化会館マリナート・大ホール / 4月5日、川商ホール(鹿児島市民文化ホール) / 4月6日、福岡サンパレス / 4月13日、仙台サンプラザホール / 4月20日、札幌文化芸術劇場 hitaru / 4月26日・27日、Niterra日本特殊陶業市民会館 / 4月29日、キッセイ文化ホール(長野県松本文化会館) / 5月10日、新潟県民会館 / 5月17日・18日、オリックス劇場）
- 純烈 御園座初座長公演（2025年11月14日 - 11月23日、御園座）

### オリジナルビデオ
- 爆上戦隊ブンブンジャーVSキングオージャー（2025年10月29日、東映ビデオ） - 焔先斗 / ブンバイオレット 役[27]

### Webドラマ
- 爆上戦隊ブンブンジャー formation lap 始末屋 オブ ギャラクシー（2025年7月13日、東映特撮ファンクラブ） - 主演・焔先斗 / ブンバイオレット 役[28]

### バラエティ
- 恋んトス シーズン6（2017年7月14日 - 9月29日、TBS）
- 人狼男子（2019年10月2日 - 12月27日、TOKYO MX）
- 戦国炒飯TV（2020年8月2日 - 12月30日、TOKYO MX 他） - 伊達政宗、筧十蔵、佐久間信盛 役
- 爆報！THEフライデー（2020年12月、TBS）
- 行列のできる法律相談所（2021年2月、日本テレビ）

### モデル
- Samurai ELO（2016年 - 2017年） - レギュラーモデル
- P.H（2017年）
- FINEBOYS（2017年）
- デジタル超十代2017（2017年）
- 超十代2017幕張メッセ Doublefocusステージ（2017年）
- デジタル超十代2018（2018年）

### CM
- STLASSH webCM（2020年）
- キャッツ webムービー「父の餃子篇」(2021年)
- 三国志アナザー～星将の願い～ webCM(2023年)
- パルシステム「だって、パルだもん」(2024年)

### MV
- Blue Vintage「Blue Summer」（2023年7月）
- wacci「そういう好き」（2024年4月）

### 玩具
- 爆上戦隊ブンブンジャー ブンブンチェンジャー -MEMORIAL EDITION-（2025年8月）
- 爆上戦隊ブンブンジャー ブンブンチェンジアックス -MEMORIAL EDITION-（2025年10月）

## ディスコグラフィ
- 音楽劇「黒と白 -purgatorium-」劇中歌『Ira-憤怒-』（宮澤佑＆國島直希)（2020年3月20日）

### キャラクターソング
| 発売日        | 商品名                                            | 歌                                | 楽曲             | 備考                                             |
| ------------- | ------------------------------------------------- | --------------------------------- | ---------------- | ------------------------------------------------ |
| 2025年1月29日 | 爆上戦隊ブンブンジャー キャラクターソングアルバム | ブンバイオレット/焔先斗（宮澤佑） | 「マッチメイト」 | 特撮テレビドラマ『爆上戦隊ブンブンジャー』関連曲 |
| 2025年1月29日 | 爆上戦隊ブンブンジャー キャラクターソングアルバム | THE BUNBUNZ                       | 「BAKUAGE!!」    | 特撮テレビドラマ『爆上戦隊ブンブンジャー』関連曲 |

### ユニットメンバー
1. ↑  井内悠陽、葉山侑樹、鈴木美羽、齋藤璃佑、相馬理、宮澤佑